# Проспект Науки (Киев)
Проспект Нау́ки — проспект Киева.

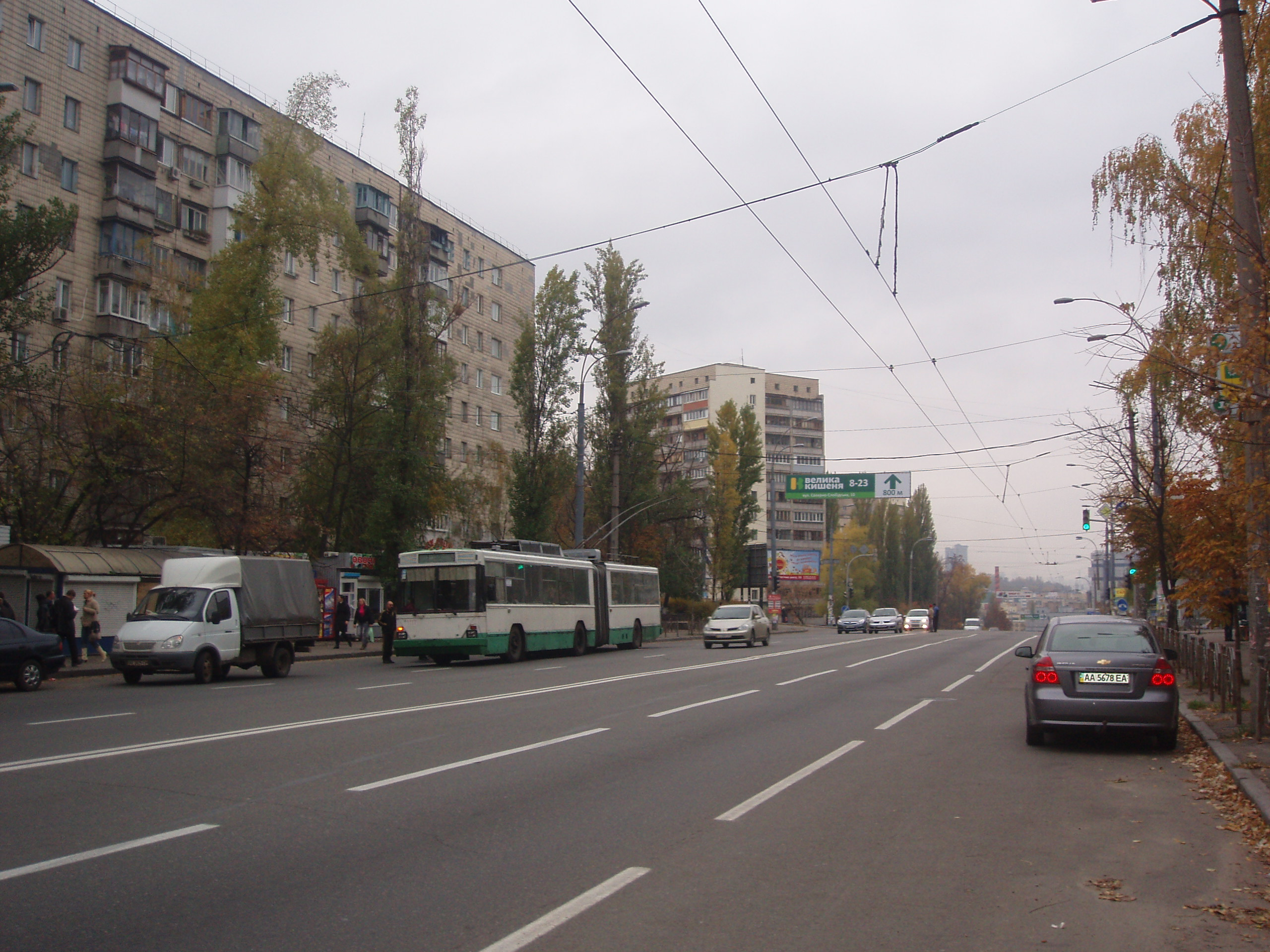
Проспект Науки (октябрь 2010 года)

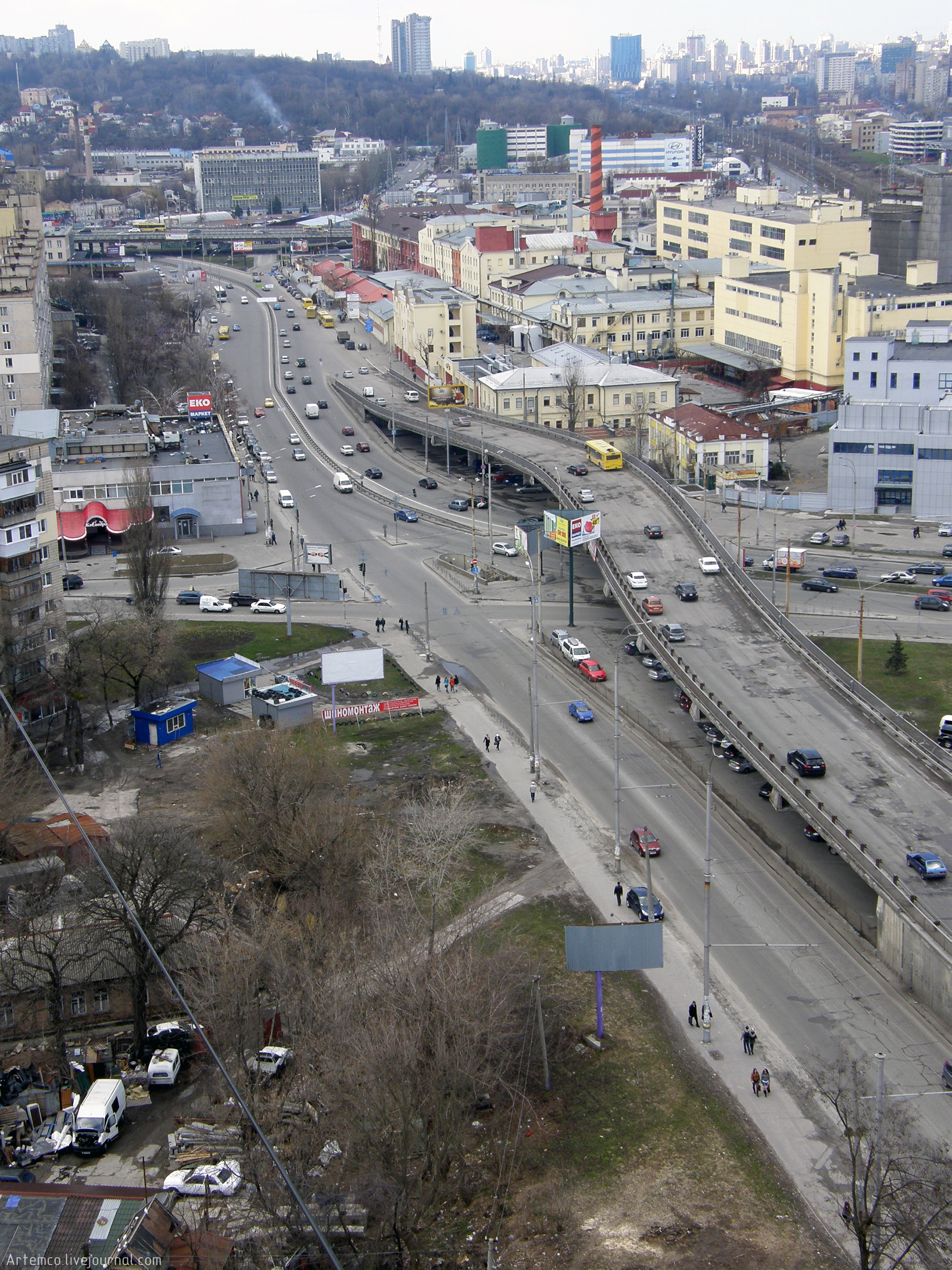
начало проспекта от Сапёрно-Слободской ул. до Демиевской пл.

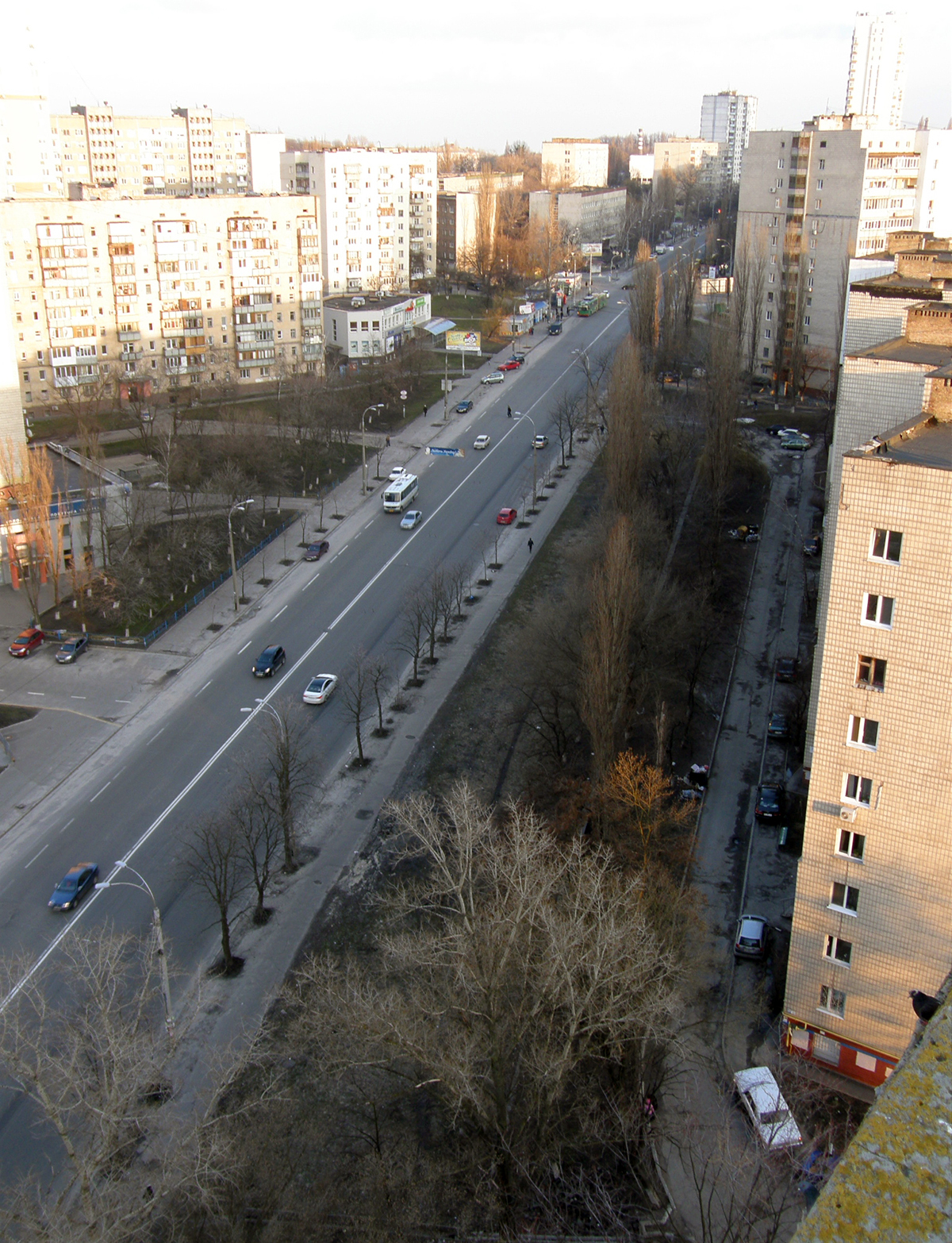
проспект вверх от Сапёрно-Слободской улицы

Пролегает от Демиевской площади до Столичного шоссе.
Возник в 1967—1968 годах вследствие реконструкции значительной части старой Большой Китаевской улицы, которая на отрезках между Демиевскою площадью (тогда — Московская) и Сапёрно-Слободской улицей и улицей Писаржевского и Столичным шоссе вошла в состав новосозданной магистрали, и новой дороги, проложеной сквозь застройку Демиевки и Сапёрной Слободки. Современное название — с 1969 года, происходит от большого количества научных учреждений.
С проспектом соединяются: проспект Голосеевский — улицы Сапёрно-Слободская — Голосеевская — Малокитаевская (дважды) — Стратегическое шоссе — улица Павла Грабовского — переулок Цимбалов Яр — улицы Оскольская — Писаржевского — Тихвинский переулок — улицы Лысогорская — Блакитного — Весенняя — Черешневый переулок — улицы Адмирала Ушакова (дважды) — Маршальская — Моторная — Военная — Левитана — переулок Левитана (дважды) — улицы Квитки-Основьяненко — Китаевская — Пересеченский переулок — Пироговский шлях и железная дорога Киев—Мироновка (переезд).
Протяжённость проспекта – 5 км.

## Важные учреждения

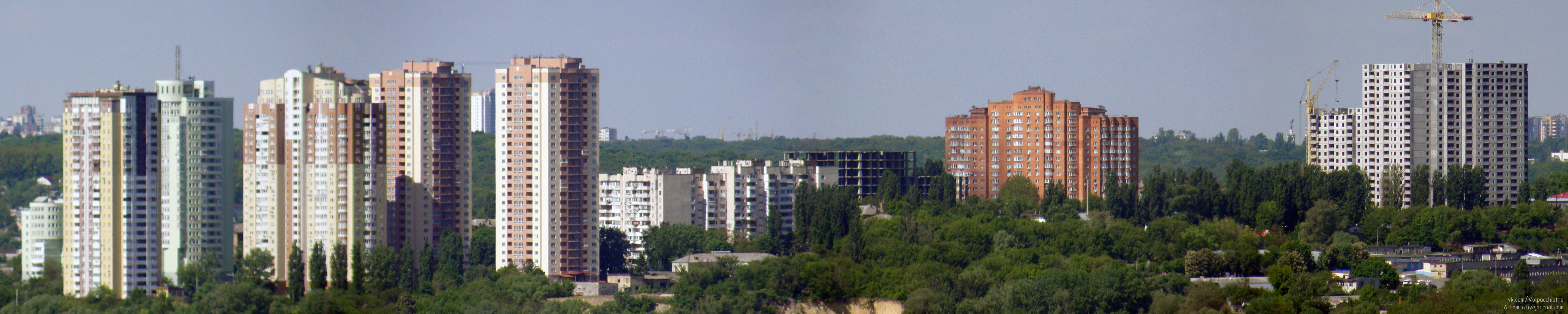
застройка конца проспекта Науки

- № 1 — Кондитерская фабрика «Roshen»;
- № 3 — Киевский маргариновый завод;
- № 4 — Отделение связи № 39;
- № 7 — Национальный банк Украины;
- № 15 — Голосеевская районная организация общества Красного Креста;
- № 31 — Институт физической химии им. Л. В. Писаржевского;
- № 37 — Украинский гидрометеорологический научно-исследовательский институт;
- № 39 — Центральная геофизическая обсерватория;
- № 41 — Институт физики полупроводников им. В. Е. Лашкарёва;
- № 46 — Институт физики НАН Украины; Украинский институт экологии человека; В эвакуации Донецкий ФТИ
- № 47 — Институт ядерных исследований НАН Украины
- № 63 — Отделение связи № 83; Библиотека имени Марка Вовчко;
- № 86 — Проектно-технологический институт стекла и фарфора;
- № 100 — детский сад № 389.

## Транспорт
- Троллейбусы 1, 11
- Автобусы 20, 27, 39, 52, 91

## Почтовые индексы
03039 (начало), 
03028 (середина), 
03083 (конец)

## Географические координаты
координаты начала 50°24′23″ с. ш. 30°31′16″ в. д.
координаты конца 50°22′16″ с. ш. 30°32′57″ в. д.